# Pierre Charles Le Monnier
Pierre Charles Le Monnier (eller Lemonnier), född den 20 november 1715 i Paris, död den 3 april 1799 i Bayeux, var en fransk astronom.
Lemonnier var en av dem som 1736 utsågs att delta i den av Anders Celsius föreslagna gradmätningen i Lappland, samt blev senare professor i fysik vid Collège de France och astronom vid marinen. Han utgav flera astronomiska, fysikaliska och meteorologiska arbeten.